# Alvilda
Alvilda (Alwilda, Altilda, Alvild, Alfhild ou Alvhilda de Gotland) est une femme pirate légendaire, fille d'un roi de Scandinavie au Ve siècle.

## Légende
Elle s'habillait en homme et était capitaine d'un navire uniquement composé de femmes. Elle se tourna vers la piraterie pour échapper au mariage arrangé avec le prince danois Alf.
La légende de cette femme pirate a pour origine une source unique tardive du XIIIe siècle, la Gesta Danorum du moine Saxo Grammaticus qui latinise le nom de la princesse en Alvilda.

## Postérité
Dans le manga One Piece, le personnage de la Cross Guild Alvida est directement inspiré de son homonyme historique.